# Red Velvet
Red Velvet (korejsko: 레드벨벳) je južnokorejska k-pop dekliška skupina pod vodstvom družbe SM Entertainment. Skupina je debitirala 1. avgusta 2014 s singlom Happiness. Prvotno so skupino sestavljale štiri članice Irene, Seulgi, Wendy in Joy. Marca leta 2015 se jim je pridružila še peta članica, Yeri.
Od prvenca dalje so Red Velvet dosegle velik uspeh in mednarodno prepoznavnost. Njihov prvi EP, Ice Cream Cake, je dosegel prvo mesto na lestvici Gaon Album Chart v začetku leta 2015. Enako je dosegel prvi album The Red (2015) in EP-ja The Velvet ter Russian Roulette, ki sta oba izšla leta 2016, in Rookie (2017). Poleg tega so The Red, Rookie in Red Summer (2017) prišli še na vrh lestvice Billboard World Albums. Z izdajo svojega drugega studijskega albuma Perfect Velvet (2017) so postale dekliška k-pop skupina z največjim številom albumov, ki so dosegli prvo mesto lestvic, in se izenačile po številu teh albumov med vsemi k-pop skupinami. Prejele so več nagrad za glasbo, koreografijo in priljubljenost, vključno z Golden Disk New Artist Award in Mnet Asian Music Award za najboljšo dekliško skupino v letu 2017.

## Zgodovina

### Pred prvencem
Seulgi je bila prva članica, ki je postala pripravnik SM Entertainment, in sicer po prestani avdiciji leta 2007, Irene leta 2009 in Yeri leta 2011. Wendy in Joy sta avdicijo uspešno opravili leta 2012 v okviru SM Global Auditions, Wendy v Kanadi in Joy v Seulu. Javnosti sta bili prvi predstavljeni Seulgi in Irene preko agencijske pre-debut ekipe SM Rookies leta 2013, Wendy jima je sledila leta 2014. Pojavile so se govorice, da bodo tri članice doživele prvenec julija, kar je SM Entertainment pozneje potrdil. Po tem, ko se je pridružila še Joy, je skupina debitirala z imenom Red Velvet, ki je postala prva dekliška skupina pod SM Entertainment po petih letih za skupino f(x).

### 2014-2015: Prvenec, pridružitev Yeri,Ice Cream CakeinThe Red
Red Velvet so prvič uradno nastopile na glasbenem programu Music Bank 1. avgusta 2014. Njihov prvi singl, "Happiness" je bil digitalno izdan 4. avgusta. Besedilo je napisal Yoo Young-jin, melodijo pa Will Simms, Chad Hugo (The Neptunes), Chris Holsten, in Anne Judith Wik (Dsign Music). Opisali so ga kot urbano europop pesem s poudarjenim sintetičnim zvokom na podlagi afriškega plemenskega ritma. Izvirni glasbeni videospot za "Happiness" je prejel več kot 2 milijona ogledov na portalu YouTube v prvih 24 urah po izdaji, preden so ga odstranili zaradi polemičnosti podob v ozadju videospota - kritiki so se obregnili ob prikaz dvojčkov WTC - in ga nadomestili s popravljeno različico. "Happiness" je bil avgusta drugi najbolj gledani k-pop videospot po vsem svetu.
Red Velvet so izdale svoj drugi digitalni singl, "Be Natural" in njegov videospot 13. oktobra 2014. Pesem, ki vključuje tudi raperja glasbene skupine [[NCT (glasbena skupina)|NCT) Taeyonga, je remake pesmi iz leta 2000 z istim imenom skupine S. E. S., ki je bila prva dekliška skupina agencije SM Entertainment sploh. Videospot sta režirala Kwon Kmalu-wook in Shim Jae-ne, koreografijo pa je izdelal Kyle Hanagami, ki je vključil nekatere elemente koreografij Irene in Seulgi, ko sta nastopali še pod okriljem SM Rookies. Skupina je svojo promocijo začela 9. oktobra s svojim prvim obiskom televizijske glasbene oddaje M Countdown. Pesem je vrh dosegla s 33. mestom lestvice Gaon Digital Chart in s 6. mestom na Billboardovi lestvici World Digital Songs.
11. marca 2015 so v skupino uradno vključili še dotedanjo članico SM Rookies Yeri. 15. marca je sledil prvi mini-album skupine z imenom Ice Cream Cake. Skupino so promovirali z dvema glavnima singloma "Avtomatic" in "Ice Cream Cake", za kateri videospota sta izšla 14. in 15. marca. 27. marca so osvojile svojo prvo glasbeno nagrado na Music Bank mreže KBS. Album je postal najbolje prodajan album prve polovice 2015 katerekoli dekliške skupine v Južni Koreji na lestvici Hanteo. Avgusta 2015 so prvič nastopile v ZDA v okviru letne konvencije KCON in glasbenega festivala v Los Angelesu.
Prvi album polne dolžine, The Red, je izšel 9. septembra 2015. Vključuje deset pesmi na čelu z glavnim singlom "Dumb Dumb". Album je takoj postal uspešnica tako s strani občinstva, kot tudi kritikov: Billboardov Jeff Benjamin je The Red imenoval "impresiven soliden prvenec", ki da "naznanja velike stvari za skupino, ki bo po korakih sledila priljubljenim dekliškim zvezdam Girls' Generation in f(x)." The Red je pristal na prvem mestu Billboardove World Albums Chart in južnokorejske Gaon Album Chart, pojavil se je tudi na Billboardovem seznamu "10 najboljših k-pop albumov leta 2015", kjer so ga opisali kot "enega izmed najbolj všečnih in eksperimentalnih pop albumov." "Dumb Dumb" se je na lestvici Billboard World Digital Songs povzpela do tretjega mesta, s tem pa je postala najbolj prodajana k-pop pesem tedna v Ameriki. Prav tako se je zavihtela na prvo mesto seznama "Top 20 k-pop skladb leta 2015" revije Dazed, v katerem je navedeno, da je skupina "presegla svoje konkurenčne idole" in "pustila za sabo monumentalni glasbeni tornado". Videospot za "Dumb Dumb" je bil vključen v seznam "10 najboljših glasbenih videov leta 2015" revije Rolling Stone kot edini neangleški pripadnik. 18. decembra je skupina sodelovala v zimskem projektu S. M. Entertainment Winter Garden poleg glasbenih skupin f(x) in BoA, v katerem so izdali digitalni singl z naslovom "Wish Tree".

### 2016–2017:The Velvet,Russian Roulette,Rookie,The Red SummerinPerfect Velvet
Napovedano je bilo, da bo drugi mini album The Velvet  izšel 16. marca 2016, vendar je deset minut pred predvideno izdajo S. M. Entertainment objavil, da bosta tako videospot kot album izdana z zamudo, "da se zagotovi njuna visoka kakovost". Album in naslovna pesem "One of These Nights" (korejsko: 7월 7일) sta izšla 17. marca. Album predstavlja "velvet" koncept umirjene R&B glasbe in tako neposredno sledi predhodniku The Red, ki predstavlja drugi, "red" koncept živahne in energične glasbe.
7. septembra je skupina izdala svoj tretji EP Russian Roulette. Sestavljen je iz sedmih skladb, na čelu z glavnim singlom "Roussian Roulette". 13. septembra so Red Velvet z Russian Roulette osvojile prvo glasbeno lovoriko na programu The Show. Prav tako je dosegla drugo mesto lestvicah Gaon Digital Chart in Billboardovi World Digital Songs.
1. februarja 2017 so Red Velvet izdale svoj četrti mini album, Rookie. EP vsebuje šest skladb, vključno z naslovno skladbo "Rookie", in solo skladbo članice Wendy z naslovom "Last Love" (마지막 사랑). Album je osvojil vrh tako tedenskega Gaon Album Chart, kot tudi Billboard World Albums Chart. Skupina je svojo prvo glasbeno zmago s pesmijo "Rookie" dosegle na The Show 7. februarja, sledila je zmaga na Show Champion, M Countdown, Music Bank in Inkigayo. 31. marca je skupina izdala prvi singl za SM Station 2 z naslovom "Would U". V sklopu nadaljnih promocij od 27. julija do 10. septembra so Red Velvet nastopile v svojem prvem resničnostnem televizijskem programu, Level Up Project, ki je prikazoval posnetke potovanja deklet na Tajsko. Trajal je 23 epizod in je bil posnet brez članice Joy, ki je bila v tem času zadržana zaradi snemanja drame The Liar and His Lover, kjer je nastopila v glavni ženski vlogi.
9. julija je skupina izdala svoj peti EP The Red Summer z glavnim singlom "Red Flavor" (빨간 맛). Album je doživel komercialni uspeh, tudi ta je osvojil vrh Gaon Album Chart in Billboard World Albums Chart. To je bila njihova tretja številka 1 in s tem so Red Velvet postavile rekord v številu albumov, ki so osvojili vrhove lestvic vseh dekliških k-pop skupin v zgodovini. "Red Flavor" je pristal na vrhu Gaon Digital Chart z ostalimi štirimi pesmimi albuma, ki so prav tako uspele prodreti v Top 50. Additionally, "Red Flavor" debuted atop the Gaon Digital Chart with the other four songs also charting in the Top 50.
Med 18. in 20. avgustom so Red Velvet pred 11 tisoč glavo množico izvedle svoj prvi samostojni koncert, poimenovan Red Room. Čeprav je bilo sprva načrtovano, da bo koncert trajal dva dni, so nato zaradi zahtev dodali še enega.   4. oktobra je SM Entertainment na svoji japonski strani objavil, da bo skupina prvič nastopila tudi na Japonskem. Dogodek "Red Velvet Premium Showcase F'U'N Room Reveluv-Baby Party" se je odvil 6. novembra v Yebisu The Garden Hall v Tokiu, kjer so prvič odpele "Dumb Dumb" in "Red Flavor" v japonščini. Po uspešnem zaključku nastopa so uradno objavili, da bo Red Velvet koncert "Red Room" na Japonskem izvedla leta 2018.
17. novembra so se Red Velvet vrnile k "velvet" konceptu z izdajo svojega drugega albuma s polno dolžino Perfect Velvet in njegovim glavnim singlom "Peek-a-Boo". V nasprotju s prvim velvet albumom sta bila in novi album in novi singl komercialno uspešna. Na Billboardovi World Album Chart je album osvojil vrh, "Peek-a-Boo" pa je dosegel 2. mesto Billboardove lestvice World Digital Songs, s čimer se je izenačil z njihovim singlom "Russian Roulette" iz leta 2016. V Južni Koreji sta tako album kot glavni singl dosegla 2. mesto na lestvicah Gaon Album Chart in Gaon Digital Chart. Z izdajo albumov Rookie, The Red Summer in Perfect Velvet v le enem letu, skupaj s singlom "Red Flavor" (ki po mnenju Jung Ji-won iz Osena najbolje predstavlja leto 2017), ter uspešnostjo njihovih albumov v tujini, so Red Velvet dosegle status "prve dekliške skupine" Južne Koreje, kar je pozneje utrdilo več kot 100.000 prodanih kopij albuma Perfect Velvet  in zmaga na zadnji dan promocij pesmi "Peek-A-Boo" na programu Inkigayo, kar potrjuje njeno dolgoživost na korejskih lestvicah.

### 2018:The Perfect Red Velvet,#Cookie Jar,Summer MagicinRBB
29. januarja 2018 je skupina ponovno izdala (re-issue) album Perfect Velvet z imenom The Perfect Red Velvet, ki je poleg vseh pesmi z »Perfect Velvet« vseboval še pet novih pesmi na čelu z glavnim singlom »Bad Boy«.
Album je osvojil vrh lestvice Gaon Album Chart, medtem ko je "Bad Boy" uspel doseči drugo mesto Gaon Digital Chart. The Perfect Red Velvet je prav tako prišla na tretje mesto Billboardove lestvice World Albums,  "Bad Boy" pa je zasedel drugo mesto lestvice World Digital Songs. Red Velvet so tako prvič prišle v Top 10 Billboardove lestvice Social 50, in sicer na deveto mesto. Album se je prav tako prvič pojavil na kanadski Canadian Hot 100, kjer je zasedel 87. mesto, s čimer so Red Velvet postale sedma k-pop skupina in tretja dekliška k-pop skupina, ki ji je uspelo priti na lestvico. Skupina je glavni singl promovirala na več južnokorejskih glasbenih programih, prvo glasbeno zmago (music show win) zanj pa je osvojila 8. februarja na programu Show Champion.
28. in 29. marca se je v Tokiu na Japonskem odvil solo koncert Red Velvet z naslovom "Red Room". Potekal je v Musashino Forest Sports Plaza, objektom, ki sprejme  10.000 ljudi, in se bo pozneje uporabljal za namene poletnih olimpijskih iger leta 2020. Na drugi dan koncerta so objavile, da bodo julija prvič uradno izdale album v japonščini. 1. aprila 2018 so Red Velvet skupaj z drugimi južnokorejskimi glasbeniki nastopile na koncertu, posvečenemu združevanju obeh Korej v Pyingyangu v Severni Koreji. Tako so postale prva skupina agencije SM Entertainment po petnajstih letih, ki je nastopala v Severni Koreji, ko je tam nastopila pevka Shinhwa.
29. aprila 2018 so organizirale prvo srečanje z oboževalci (fan meeting) v Čikagu, kjer se je zbralo okoli 4.000 ljudi. Dogodek se je odvil v Rosemont Theater, to pa je bil prvi nastop katerekoli dekliške k-pop skupine v Združenih državah po letu 2016.  Maja in junija je skupina opravila turnejo po Japonskem, kjer jih je skupno poslušalo nad 20.000 ljudi. Njihov prvenstveni japonski EP z naslovom #Cookie Jar (beri: Hashtag Cookie Jarje izšel 4. julija 2018 v založbi Avex Trax. Na njem so predstavile šest novih pesmi, vključno z japonskimi različicami svojih uspešnic "Dumb Dumb", "Russian Roulette" in "Red Flavor". Preostale pesmi nosijo naslove "#Cookie Jar", "Aitai-tai" in "'Cause It's You". EP je zasedel tretje mesto lestvice Oricon Weekly Albums, na Japonskem pa so v prvem tednu prodali 26.124 njegovih kopij.
19. julija 2018 je skupina napovedala svojo bližnjo vrnitev (comeback) in da so posnele nov videospot nekje na prostem v pokrajini Gyeonggi-do. Pesmi novega albuma so predstavile na drugem samostojnem koncertu z naslovom "Redmare", ki je potekal 4. in 5. avgusta v Seulu. 6. avgusta so Red Velvet izdale drugi poletni specialni EP (second summer special EP) Summer Magic, vključujoč osem pesmi, med drugim tudi eno bonus pesem in eno eksluzivno iTunes audio pesem. Septembra in oktobra so odpele "Redmare" še v Bangkoku, Tajpeju in Singapurju.
SM Entertainment je oktobra razkril, da bo skupina novembra izdala nov album. 9. novembra so tako na plano prišle informacije, da bodo Red Velvet izdale svoj tretji album v letu oziroma svoj peti EP v karieri z naslovom RBB, ki bo vključeval šest novih pesmi z glavnim singlom "RBB (Really Bad Boy)" in njegovo angleško različico.

## Slog
Red Velvet so poznane po svojem dvojnem konceptu, ki pred tem v Južni Koreji še nikoli ni bil uporabljen. Ta dva koncepta so poimenovale "red" in "velvet", ki opredeljujeta tako njihovo podobo kot glasbo. "Rdeča" polovica opredeljuje njihovo svetlejšo, živahnejšo in brezskrbnejšo stran, "žametna" pa nežnejšo, odraslejšo in elegantno ženstveno podobo. 
Njihova glasba se ravna po teh dveh konceptih. Ker je »rdeča« stran mladostnejša, je bolj nagnjena k pop glasbi, medtem ko bolj sofisticirana »žametna« stran močno vključuje R&B slog in balade. Obe strani sicer nista omejeni le na te žanre. KookMin Ilbo je opozoril, da njihova glasba ni preprosto »plesna glasba proti baladam«, ampak je pogosto opaziti tudi druge elemente in vplive. Prvenstveni singl "Happiness", ki je označen kot prva pesem »rdeče« plati, je urbana europop pesem z intenzivnim sintetiziranim zvokom in tradicionalnim afriškim ritmom. Drugi singl "Be Natural" predstavlja popolnoma drugačno sliko s klasičnim R&B, ki najbolje opredeljuje »žametno« plat.

Če poslušate naše stranske pesmi (side tracks), lahko slišite, da se vse razlikujejo. Želele smo pokazati, da smo zmožne raznolikosti z našimi pevskimi sposobnostmi. Ne želim se omejevati le na en žanr. Želim reči, da je Red Velvet skupina, ki je zmožna obvladovati različne žanre.

—Članica Joy, na  predstavitvi Perfect Velvet
Prvi EP Ice Cream Cake je prvič predstavil skupno dvojnost koncepta s promoviranima singloma "Automatic" v R&B/neo-soul izvedbi in dance pop pesem "Ice Cream Cake". Videospota za obe pesmi izkazujeta kontrastnost konceptov: "Ice Cream Cake" ima barvito igrivo podlago z energično koreografijo, medtem ko ima "Automatic" temnejšo zasnovo s prefinjeno koreografijo. Jeff Benjamin je za Billboard zapisal, da je albumu "uspelo zelo dobro etablirati obe plati njihove glasbene identitete". Prvemu albumu polne dolžine The Red, ki se je osredotočil le na »rdečo« plat, je sledil EP The Velvet, ki se osredinil le na »žametno« tipologijo pesmi, kar nakazujeta že imeni albumov. Prvi poletni album Red Velvet z naslovom The Red Summer, ki je promoviral singl "Red Flavor", se je vrnil k rdečemu konceptu po dveh izdajah (Russian Roulette, Rookie), ki nista razločili obeh konceptov.  Pesmi z drugega albuma polne dolžine Perfect Velvet so bile še vedno označene z »žametnostjo«, čeprav z vplivi »rdeče«, kar je po mišljenju agencije popolna formula koncepta skupine, od tu tudi ime albuma.  Čeprav je The Velvet dosegel komercialni uspeh, je ostal do zdaj še vedno eden najšibkejših albumov in s tem tudi šibkejših singlov. Kritiki trdijo, da je bila izdaja tega EP-ja ključen korak za predstavitev »žametnega« koncepta, dočim je šele Perfect Velvet postal tisti, ki je koncpetu vdahnil širše razumevanje in slavo. Album, ki ne vključuje le R&B pesmi ter balad, kot je bilo značilno za »žametni« koncept, vsebuje tudi elemente dance popa, electronic popa, disca in celo vplive hip-hopa. Po izdaji so hvalili skupino zavoljo obvladovanja več žanrov, album pa so označili za enega najbolj raznolikih v k-pop zgodovini. Menjavanje sloga se ravna tudi po letnih časih. "Rdeči" koncept pride na vrsto vsako poletje, za katerega je značilna mladostniška energija in barvitost, pozimi pa je čas za temačnejšo, odraslejšo podobo skupine.
Dvojna podoba prav tako prizadeva stil oblačenja članic. Pri »rdečem« konceptu so navadno oblečene v barvita, dekliška oblačila, kot so puloverji in krila  pastelnih barv v videospotu za "Ice Cream Cake" ali rdeče kostume lutk kot v "Dumb Dumb". Na drugi strani so v »žametni« plati oblečene zrelejše, denimo v "Be Natural", kjer nosijo poslovne suknjiče. Skupino so primerjali s starejšo generacijo dekliških skupin S.M. Entertainment Girls' Generation in f(x), s komentarjem, da če so Girls' Generation v prvih letih izdajale standardni bubblegum pop z ženstveno podobo, ki je pričakovana od večine dekliških skupin, in je f(x) povezujejo z močnimi vplivi electropopa in eksperimentiranjem, so Red Velvet prepoznane kot kombinacija obeh, vendar vseeno razred zase. Paul Bowler je za uDiscover Music označil skupino kot "stvaritev za kombiniranje sofisticiranosti f(x) z igrivostjo Girls' Generation". Alexis Hodoyan-Gastelum za Idolator je prav tako komentiral, da "če je Girls' Generation starejša sestra, ki je poštena in spoštljiva, in je f(x) »kul«, alternativna sestra, je Red Velvet najmlajša, ki krade srednji oblačila, se obnaša kot starejša, vendar je še vedno posebna."
Red Velvet so bile pohvaljene za rušenje stereotipov v družbi popularnih južnokorejskih dekliških skupin, ki vse sledijo le enemu od dveh konceptov "cute or pure" (nedolžne, ženstvene) ali "sexy" (seksi), pogosto za izvabljanje določenih fantazij občinstva. V državi, kjer je skupina oboževalcev dekliških skupin tipično večinoma moškega spola, pa Taylor Glasby iz Dazed Digitala opaža, da je večina oboževalcev skupine Red Velvet ženskega spola. O njihovem stilu pravi, da "niso niti seksi niti nedolžne s svojimi videospoti, ki so pogosto temačni, domišljijski in strašljivi, tudi ko so preplavljeni s pastelnimi barvami". Članice skupine so to potrdile v intervjuju za spletno stran HYPEBAE avgusta 2018 in hkrati komentirale, da "so vedno v dilemi, kako se predstavljati vedno v novi luči". Leta 2017 je revija IZE Magazine oklicala Red Velvet za eno najuspešnejših ženskih figur, ki so pripomogle k transformaciji »pasivne podobe« južnokorejske ženske v času, ko se je  feminizem vzdignil na višje mesto v družbi. Njihova glasba jih ločuje od preostalih k-pop umetnikov. Načeloma so k-pop idoli podvrženi predsodkom južnokorejskih glasbenih kritikov, da niso »resnični umetniki«. Zaradi raznolikih glasbenih slogov pa so Red Velvet prešle standard takoimenovane "idol music".

## Vpliv
Februarja 2018 je revija Time Red Velvet imenovala za eno najboljših k-pop skupin zaradi raznolikosti glasbenih stilov. Skupina je razvila prepoznavnost svoje znamke in marketinško moč, na lestvici 'Girl Group Brand Power Ranking' inštituta Korean Corporate Reputation Research Institute so osvojile prvo mesto tri mesece zapored.
Red Velvet so nastopile v Pjongjangu 1. aprila 2018. Tako so postale peta »idol« skupina v zgodovini, ki je nastopila v Severni Koreji. Odpele so pesmi "Red Flavor" in "Bad Boy" v East Pyongyang Grand Theatre, kjer jih je poslušal tudi Kim Jong-un. Koncert je potekal v sklopu "prihajajoče pomladi", v času otoplitve diplomatskih odnosov med Korejama. Oktobra istega leta jim je južnokorejski minister za kulturo, šport in turizem podelil 'pohvalo ministra za kulturo, šport in turizem' za njihov prispevek k razširjanju korejske popularne kulture in umetnosti. Naslednji mesec je direktor Korea Foundation for International Cultural Exchange (korejske fundacije za mednarodno kulturno izmenjavo) oklical Red Velvet za velikega promotorja in eno od državnih talentiranih skupin, ki je »močno promovirala k-pop« v govoru o korejskem valu – skokoviti popularnosti korejske popularne kulture – in opozoril na velik porast k-popa po svetu v letu 2018.
V sklopu resničnega šova Level Up Project! so v tretji sezoni obiskale Slovenijo – to je bil njihov prvi obisk Evrope. Ogledale so si prestolnico, Kranj, Bled, Piran, Vogel in druge slovenske znamenitosti. Med drugimi jih je sponzorirala Slovenska turistična agencija, saj so s posnetki odlično promovirale državo.

## Članice
- Irene (아이린)
- Seulgi (슬기)
- Wendy (웬디)
- Joy (조이)
- Yeri

## Diskografija
Albumi
- The Red (2015)
- Perfect Velvet (2017)
- Bloom (2022) – album v japonščini
- Chill Kill (2023)

Mini albumi
- Ice Cream Cake (2015)
- The Velvet (2016)
- Russian Roulette (2016)
- Rookie (2017)
- The Red Summer (2017)
- #Cookie Jar (2018) JAP
- Summer Magic (2018)
- RBB (2018)
- Sappy (2019) JAP
- The ReVe Festival: Day 1 (2019)
- The ReVe Festival: Day 2 (2019)
- Queendom (2021)
- The ReVe Festival 2022 – Feel My Rhythm (2022)
- The ReVe Festival 2022 – Birthday (2022)

Ponovne izdaje
- The Perfect Red Velvet (2018)

## Filmografija

### Resničnostni šov
- Level Up Project!

### Film
| Leto | Naslov            | Vloga               | Zvrst           | Sklic   |
| ---- | ----------------- | ------------------- | --------------- | ------- |
| 2015 | SMTown: The Stage | Igrale so same sebe | Biografski film | [ 112 ] |

## Koncerti in turneje
Koncerti, na katerih so imele glavno vlogo
- Prvi koncert Red Velvet "Red Room" (2017–2018)[52][113]
- Red Velvet Hall Tour na Japonskem "Red Room" (2018)[114][73]
- Drugi koncert Red Velvet "REDMARE" (2018)[115][116]
- Red Velvet "REDMARE" Japan Arena Tour (2019)[117]
- Drugi koncert Red Velvet "REDMARE" v ZDA (2019)[118]

Showcase
- Red Velvet “ReVeluv-Baby Party” Premium Showcase na Japonskem (2017)[119]

### Koncerti, na katerih so sodelovale
- SM Town Live World Tour IV (2014–2015)
- SM Town Live World Tour V (2016)
- SM Town Live World Tour VI (2017–2018)